# The Sleuth Kit
The Sleuth Kit (TSK) est une bibliothèque logicielle et une collection d'applications Unix et Windows facilitant l'analyse légale de systèmes informatiques. Il est développé et maintenu principalement par l'investigateur Brian Carrier.
The Sleuth Kit permet l'analyse de systèmes de fichier NTFS, FAT, ExFAT, UFS 1/2, Ext2, Ext3, Ext4, HFS, ISO 9660 et YAFFS2, soit directement, soit sous forme d'images disque brutes (dd), ou aux formats Expert Witness et AFF. Il peut être utilisé pour examiner des systèmes Microsoft Windows, Apple Macintosh OSX, de nombreuses distributions Linux et quelques systèmes UNIX.
The Sleuth Kit propose une interface en ligne de commande, ou peut être utilisé comme bibliothèque intégrée dans un outil d'informatique légale comme Autopsy (logiciel) (en) ou log2timeline/plaso.
Il est basé sur The Coroner's Toolkit et est son successeur officiel.

## Outils
The Sleuth Kit comprend notamment les outils :
- ils : liste les métadonnées ;
- blkls : affiche les blocs de données dans un système de fichiers (anciennement appelé dls) ;
- fls : liste les noms de fichiers alloués et non alloués dans un système de fichiers ;
- fsstat : affiche les statistiques du système de fichier ;
- ffind : recherche les noms de fichiers qui correspondent à une métadonnée ;
- mactime : crée une chronologie des fichiers basée sur leurs dates/heures de création, accès, modification.